# Saint-Paul-d’Oueil
Saint-Paul-d’Oueil település Franciaországban, Haute-Garonne megyében. Lakosainak száma 42 fő (2022. január 1.). Saint-Paul-d’Oueil Sost, Antignac, Benque-Dessous-et-Dessus, Cier-de-Luchon, Mayrègne és Saccourvielle községekkel határos.

## Népesség
A település népessége az elmúlt években az alábbi módon változott:
| Lakosok száma | 44   | 30   | 44   | 53   | 42   | 39   | 34   | 34   | 34   | 42   |
|               | 1968 | 1982 | 1990 | 2006 | 2013 | 2015 | 2017 | 2019 | 2020 | 2022 |